# Elvärme

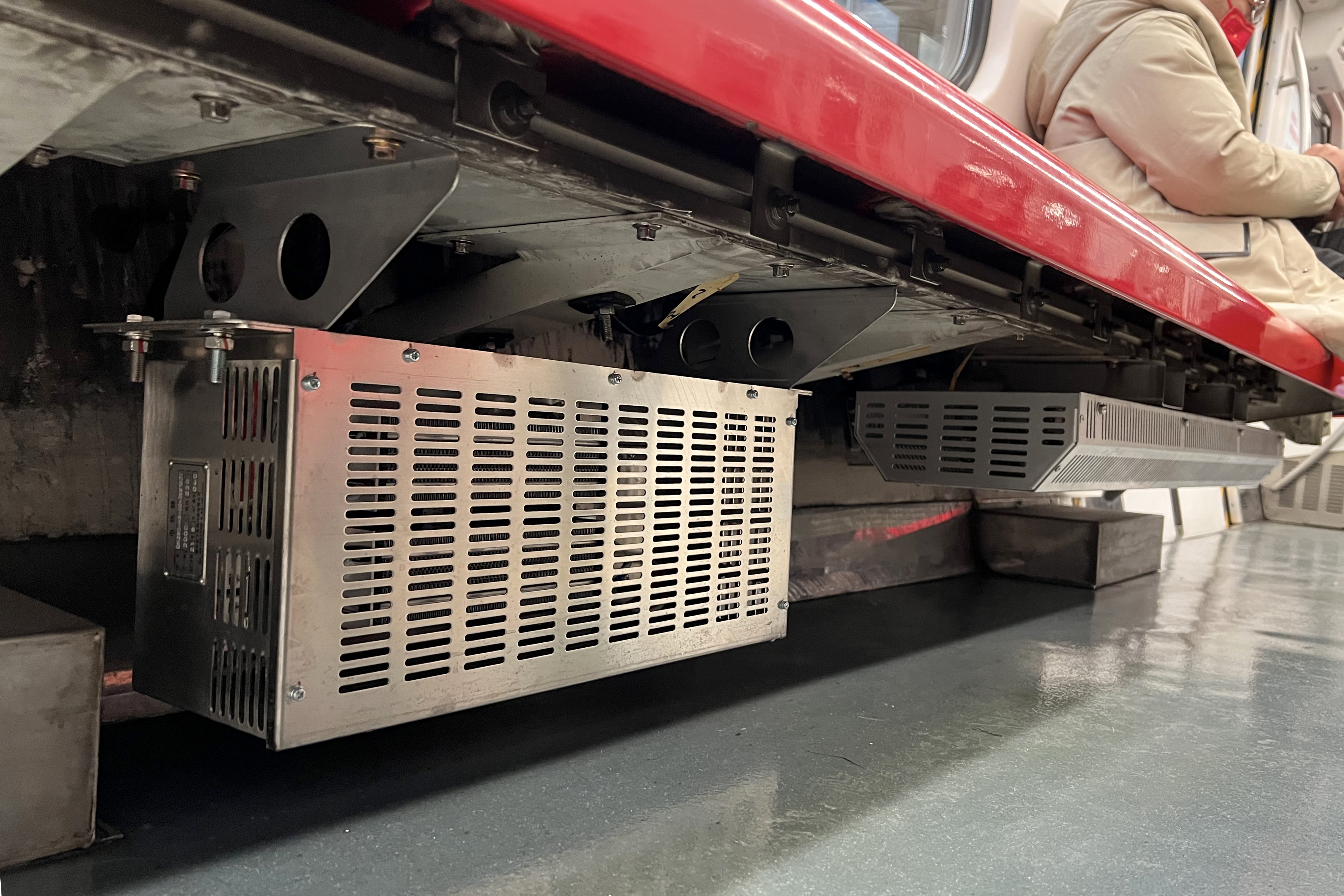
Elektrisk uppvärmning av säten.

Elvärme är ett samlingsnamn för uppvärmningssystem som använder elektrisk ström som energikälla. De vanligaste typerna är direktverkande elvärme, vattenburen elvärme och elektrisk golvvärme. Passiv uppvärmning från elektriska apparater, belysning och liknade hamnar också under denna kategori. Även eldrivna värmepumpar kan sägas vara en form av elvärme.